# Trentepohlia (Paramongoma) dominicana
Trentepohlia (Paramongoma) dominicana is een tweevleugelige uit de familie steltmuggen (Limoniidae). De soort komt voor in het Neotropisch gebied.